# Earl of Caithness

Wappen der Earls of Caithness (vierter Verleihung)

Earl of Caithness ist ein erblicher britischer Adelstitel, der viermal in der Peerage of Scotland verliehen wurde.

## Verleihungen
Erstmals wurde der Titel um 1334 an Maol Íosa (Malise) verliehen. Er führte bereits den schottischen Titel Earl of Strathearn und den norwegischen Titel Jarl von Orkney. Obwohl er sich in den schottischen Unabhängigkeitskrieg neutral verhielt, wurden ihm 1335 seine schottischen Titel aberkannt und Ländereien eingezogen.
In zweiter Verleihung wurde der Titel im November 1375 für David Stewart, einen jüngeren Sohn König Roberts II., neu geschaffen. Seine Tochter und Erbin Euphemia verzichtete 1402 zugunsten ihres Onkels Walter Stewart, der bereits 1. Earl of Atholl war. Dieser verzichtete 1428 zugunsten seines Sohnes Allan auf das Earldom Caithness. Nach Allans Tod fiel der Titel wieder an seinen Vater zurück. Der Titel erlosch schließlich 1437, als dieser wegen Hochverrats hingerichtet wurde.
In dritter Verleihung wurde der Titel im Juni 1452 an George Crichton, 1. Earl of Caithness, verliehen. In einem heftigen Konflikt mit seinem Sohn James Crichton verzichtete er wenig später auf den Titel, damit dieser ihn nicht erben konnte.
In vierter Verleihung wurde der Titel am 28. August 1455 für William Sinclair, Jarl von Orkney, geschaffen. Er hatte bereits von seinem Vater den norwegischen Titel Jarl von Orkney geerbt und war um 1449 vom schottischen König zum Lord Sinclair erhoben worden. Als 1469 König Christian I. von Dänemark, Norwegen und Schweden seine Tochter Margarethe an König Jakob III. von Schottland verheiratete, erhielt sie Orkney und Shetland als Mitgift, wodurch diese Territorien 1470 an die schottische Krondomäne fielen und der Titel Jarl von Orkney erlosch. William erhielt im Gegenzug Ravenscraig Castle in Fife. 1476 verzichtete der 1. Earl zugunsten seines jüngeren Sohnes aus zweiter Ehe William († 1513) auf seinen Earlstitel; er tat dies, um seinen ältesten Sohn aus erster Ehe William († 1487) vom Erbe auszuschließen. Letzter erhielt lediglich den Titel Lord Sinclair und Ravenscraig Castle. Der 6. Earl stimmte 1672 zu, dass sein Earldom bei seinem Tod an Sir John Campbell, 5. Baronet, fallen solle, bei dem er hoch verschuldet war. Bei seinem Tod 1677 stellte König Karl II. diesem am 28. Juni 1677 eine entsprechende Ernennungsurkunde aus, jedoch wurde auch dem Sohn des 6. Earls von Gesetzes wegen der Titel als 7. Earl zuerkannt, und er erhielt auch die Ländereien seines Vaters. Sir John Campbell verzichtete schließlich auf das Earldom und bekam stattdessen 1681 den Titel 1. Earl of Breadalbane and Holland verliehen. Dem 14. Earl of Caithness wurde am 1. Mai 1866 in der Peerage of the United Kingdom der Titel Baron Barrogill, of Barrogill Castle in the County of Caithness, verliehen. Mit diesem Titel war im Gegensatz zu seinen schottischen Titeln ein erblicher Sitz im House of Lords verbunden. Heutiger Titelinhaber ist Malcolm Sinclair als 20. Earl.

## Liste der Earls of Caithness

### Earls of Caithness, erste Verleihung (um 1334)
- Maol Íosa, 8. Earl of Strathearn, 1. Jarl von Orkney, 1. Earl of Caithness († vor 1353) (Titel verwirkt 1335)

### Earls of Caithness, zweite Verleihung (um 1375)
- David Stewart, 1. Earl of Strathearn and Caithness (* vor 1360; † vor 1389)
- Euphemia Stewart, 2. Countess of Strathearn and Caithness († 1434) (Titelverzicht 1402)
- Walter Stewart, 1. Earl of Atholl, 3. Earl of Caithness († 1437) (Titelverzicht um 1428)
- Allan Stewart, 4. Earl of Caithness († 1431)
- Walter Stewart, 1. Earl of Atholl, 3. Earl of Caithness († 1437) (Titel verwirkt 1437)

### Earls of Caithness, dritte Verleihung (1452)
- George Crichton, 1. Earl of Caithness († 1455) (Titelverzicht 1452)

### Earls of Caithness, vierte Verleihung (1455)
- William Sinclair, 1. Earl of Caithness († 1480) (Titelverzicht 1476)
- William Sinclair, 2. Earl of Caithness († 1513)
- John Sinclair, 3. Earl of Caithness († 1529)
- George Sinclair, 4. Earl of Caithness († 1582) (Titelverzicht 1545)
- George Sinclair, 5. Earl of Caithness (1566–1643)
- George Sinclair, 6. Earl of Caithness († 1677)
- John Campbell, 1. Earl of Caithness (1633–1717) (Titelverzicht 1681)
- George Sinclair, 7. Earl of Caithness († 1698)
- John Sinclair, 8. Earl of Caithness († 1705)
- Alexander Sinclair, 9. Earl of Caithness (1685–1765)
- William Sinclair, 10. Earl of Caithness (1727–1779)
- John Sinclair, 11. Earl of Caithness (1757–1789)
- James Sinclair, 12. Earl of Caithness (1766–1823)
- Alexander Sinclair, 13. Earl of Caithness (1790–1855)
- James Sinclair, 14. Earl of Caithness (1821–1881)
- George Sinclair, 15. Earl of Caithness (1858–1889)
- James Sinclair, 16. Earl of Caithness (1827–1891)
- John Sinclair, 17. Earl of Caithness (1857–1914)
- Norman Buchan, 18. Earl of Caithness (1862–1947)
- James Sinclair, 19. Earl of Caithness (1906–1965)
- Malcolm Sinclair, 20. Earl of Caithness (* 1948)

Titelerbe (Heir apparent) ist der Sohn des aktuellen Titelinhabers, Alexander Sinclair, Lord Berriedale (* 1981).